# Свети Александър (орден)
Орденът „Св. Александър“ е учреден в чест на небесния покровител на княз Александър I и е втори по старшинство в наградната система в Царство България.

## История
Учреден с княжески рескрипт на 25 декември 1881 г. в чест на небесния покровител на княз Александър I. В основата му заляга домашният орден на Хесенското херцогство „Филип Великодушни“, от чийто владетелски дом произхожда първият български княз след Освобождението. Първоначално е замислен в пет степени и Огърлие, но впоследствие се оформят шест степени, Малко и Голямо огърлие, а през 1908 г. и степента Велик кръст. Постепенно се оформят и военновременните степени с мечове по средата и над кръста. С ордена се награждават български и чужди поданици по личното благоволение на монарха.

## Описание
Орденът представлява емайлиран в бяло артилерийски кръст със златни или сребърни кантове, в зависимост от степента. Във вимпела на аверса е поставен стилизиран надпис на името на ордена, а в пръстена наоколо девизът: / СЪ НАМИ БОГЪ /, под него лаврови клончета. На реверса е поставено бяло поле с надпис / 19 ФЕВРАЛЪ 1878 / – датата на подписването на Санстефанския мирен договор. Над него царска (княжеска) корона с пуснати кисти. Първата степен се носи на пурпурночервена моарена лента през дясното рамо с розетка в края. Тя има и своята звезда, която представлява осемлъчева сребърна звезда, в чийто център е поставен аверсът на ордена.
Голямото огърлие представлява тридесет последователно свързани от короновани лъвове медальона, редуващи вензела на учредителя, княз Александър I, и осмоконечен кръст. Известна е специална емисия на голямото огърлие с пресечени два фелдмаршалски жезъла, принадлежаща на цар Фердинанд I.
Малкото огърлие повтаря изображенията на голямото, но с намалени размери.
Великият кръст, учреден през 1908 г., повтаря първоначалната емисия, но вместо в бял е изработен в зелен емайл, а в средата на вимпела е поставен коронован български лъв. Подобно оформление има и звездата, като пръстенът около златния лъв на червено поле е отново в зелен емайл.
Останалите степени повтарят изображението на първата емисия, но с намалени размери. Шестата степен е изработена от сребърен метал без емайл върху раменете на кръста.
Изключителни образци на Голямото и Малко огърлие на ордена „Свети Александър“ с брилянти, принадлежали на османските султани Абдул Хамид II и Мехмед V, се пазят в колекцията на двореца „Топ Капъ“ (Високата порта) в Истанбул.

## Степени на ордена
- Велик кръст на ордена „Св. Александър“, голямо и малко огърлие
- I степен, Велик кръст. Награждават се висши държавни служители и военни. Носи се на шарф през рамо.
- II степен, Голям офицерски кръст. Кръстът е с бял емайл, носи се на червена лента за шия, има звезда.
- III степен, Командирски кръст. Кръстът е в зелен или бял емайл (зависи от емисията), носи се на червена лента за шия, няма звезда.
- IV степен, Офицерски кръст. Кръстът е в бял емайл, носи се на гърдите на червена триъгълна лента с розетка, няма звезда.
- V степен, Кавалерски кръст. Кръстът е в бял емайл, носи се на гърдите на червена триъгълна лента, няма звезда.
- VI степен, Сребърен кръст. Кръстът е изработен от сребрист метал без емайл, носи се на гърдите на червена триъгълна лента, няма звезда.

## Носители на ордена
- Носители на орден „Свети Александър“ Велик кръст
- Носители на орден „Свети Александър“ първа степен
- Носители на орден „Свети Александър“ втора степен
- Носители на орден „Свети Александър“ трета степен
- Носители на орден „Свети Александър“ четвърта степен
- Носители на орден „Свети Александър“ пета степен
- Носители на орден „Свети Александър“ шеста степен

Сред носителите на ордена има и жени (0,02%). Най-престижната степен, І ст. с брилянти, е дадена на царица Елеонора по случай венчавката ѝ с царя през 1908 г. Има сведения, че през 1913 г. доброволката в Македоно-одринското опълчение Мария Колева е удостоена с VІ ст. с мечове.